# Dicranomyia (Dicranomyia) amphionis
Dicranomyia (Dicranomyia) amphionis is een tweevleugelige uit de familie steltmuggen (Limoniidae). De soort komt voor in het Neotropisch gebied.